# بندومین
بندومین (به لهستانی:  Będomin) یک روستا در لهستان است که در گمینا نووا کارچما واقع شده‌است. بندومین ۱۵۰ نفر جمعیت دارد.